# Gehnäll Persson
Gehnäll Persson (n. 21 august 1910, Steneby församling⁠(d), Älvsborg County⁠(d), Suedia – d. 16 iulie 1976, Köping, Comitatul Västmanland, Suedia) a fost un sportiv ce a reprezentat Suedia, medaliat olimpic. A participat la 3 ediții ale Jocurilor Olimpice (1948, 1952, 1956) în care a câștigat o medalie de aur.